# ひまわり市場
株式会社ひまわり市場（ひまわりいちば）は、山梨県北杜市大泉町谷戸に本拠を置き、こだわった品揃え、社長自身のマイクパフォーマンスなど独創的な経営で知られるスーパーマーケット「ひまわり市場」を運営する企業。

## 概要
1982年創業の独立系スーパーマーケットで、2006年からは現在の所在地の八ケ岳山麓に「ひまわり市場」を構える。2010年3月に現在の法人設立。品質にこだわった品揃えを特徴とし、「海なし県」山梨に新鮮な魚介類を集めたり、社長が独特の語り口で商品をアピールする「マイクパフォーマンス」など、独自の経営方針で人口5000人の町で年商10億円を叩き出す人気ローカルスーパーに成長。2019年には、全国放送の情報番組の企画「ご当地スーパーマーケット頂上決定戦」（日本テレビ ヒルナンデス!）で優勝を果たした。

### 経営方針
2011年に社長に就任した、現経営者 那波秀和の経営方針は、部門別に専門知識のあるスペシャリストに、品質にこだわりを持った商品を厳選させるなど、安売り主義を廃止、品質に徹底的にこだわる方針に転換し、経営改革に踏み切った。例えば、青果は野菜ソムリエの元八百屋経営者、菓子はパティシエ経験者が担当、総菜作りは、元寿司店や中華料理店で調理を担当した職人、酒類はワイナリーに長年勤めたスペシャリストなど。各部門に配置したエキスパートらを信頼し、仕入れから価格設定、販売、売り上げの管理までの一切を任せる、ほぼ放任主義のシステムを構築。各部門のプロフェッショナル達が各々のノウハウで客の支持を得ることに成功。こうしたユニークな店づくりが評判となり、県外からの集客にも成功。特に名物の総菜「歴史的メンチカツ」を毎週土曜日と日曜日の正午と午後4時に50枚限定で売り出し、この時間帯には、東京や関西のほか、広島、鹿児島など全国からの集客を実現。最大500人の行列ができたことがある。この1店舗だけで年約10億円の売り上げを誇る。

### 業績伸長

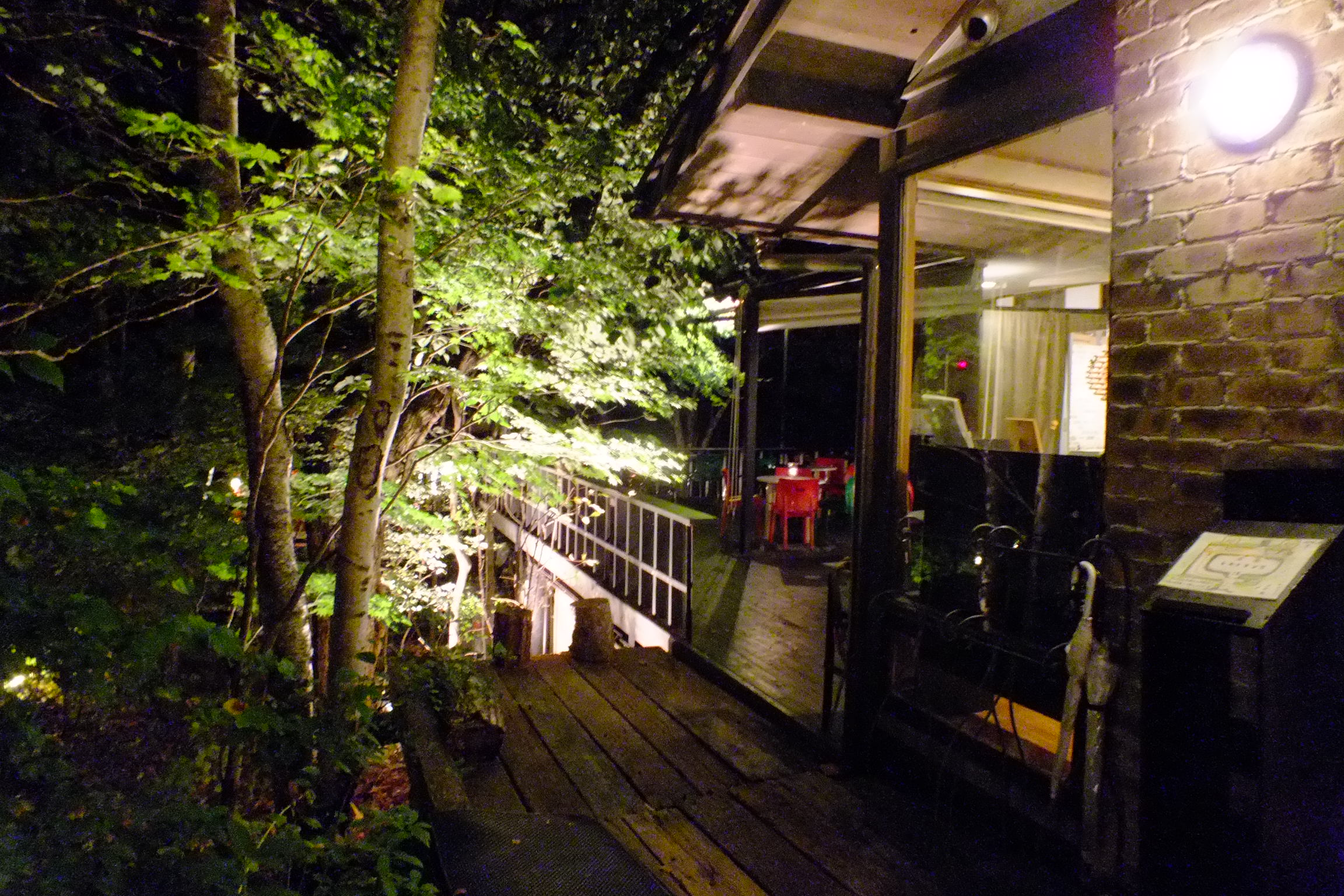
八ヶ岳倶楽部への商品納入実績もある。

順調に業績を伸ばし始めたのは、比較的最近からで、前経営者から那波が声をかけられ、店長として店に立っていた頃は売り上げも低迷し、活気がなかった。当時はやる気のある少数派の意見は通らず、同僚からも冷遇されたが、社内で徹底した話し合いや意見の交換を続けるうちに、那波の思いが通じない社員は徐々に辞めていき、前向きな従業員が過半数を占めるに至った。その後は、「日本一の店づくり」をめざす思いに共感した専門家集団が、全国からおいしい食べ物と客を呼び寄せる現状へと変わっていった。柳生博が開設した八ヶ岳倶楽部 に商品を納入した実績もある。

### 店内戦略
POPは、那波自身が制作し、常時30枚は店頭に並ぶ。那波は、それぞれの商品にはストーリーがあり、なぜこの値段なのか、だれがどんな思いで作ったのかなど生産者の人柄やヒストリーを徹底的にPOPに表現する。また、那波は、大手メーカー品（ナショナルブランド）を一切置かないなど、ユニークな経営方針で知られる群馬県高崎市の「スーパーまるおか」を目標とした。社長自身のマイクパフォーマンスも名物となっており、紹介する商品の売り上げを通常の2-3倍化させるという。

## エピソード
2016年に偶然、ひまわり市場に立ち寄った旅行者がTwitterで店内POPを写真付きで紹介、瞬く間にリツイートが2万を突破した。その後、月間の購買客数は前年同月比1.5倍に急増した。

## メディア出演

### テレビ
- ヒルナンデス（日本テレビ）[14]
- 激レアさんを連れてきた（テレビ朝日）[14]
- 坂上&指原のつぶれない店（TBSテレビ） - 全国の人が知らない美味しすぎるご当地スーパーSP[15]
- BACKSTAGE（TBSテレビ）[15]
- グロースの翼～350万社の奮闘記～　（テレビ東京）[15]
- 大みそか列島縦断LIVE 景気満開テレビ（フジテレビ）[15]
- ヒューマングルメンタリー オモウマい店（中京テレビ）[14]　[15]
- スーパーJチャンネル木曜特集（テレビ朝日）[15]
- 日経スペシャル カンブリア宮殿 「借金4億円を背負った男 愛と執念の経営術！」（2022年10月6日、テレビ東京）- 社長 那波秀和出演[10]

その他

## 参考サイト
- すべての人を笑顔にする経営を目指して（致知出版社）